# Abe Hiroki
Abe Hiroki (japánul: 安部 裕葵, nyugati írásmóddal: Hiroki Abe) (Tokió, 1999. január 28. –) japán válogatott labdarúgó, csatár. A J1 League-ben szereplő Urava Red Diamonds játékosa.

## Pályafutása

### FC Barcelona/B
2019. Július 15-én négyéves szerződést kötött a klubbal, a kivásárlási ára 1,1 millió euró körüli összeg volt.
Szeptember 1-jén a második fordulóban debütált a B csapatban, egy 2–2-es Gimnàstic elleni hazai mérkőzésen.
Ez év november 17-én szerezte meg első gólját, az UE Cornellà 3–3-as bajnoki mérkőzésen a 23. percben.

### Urava Red Diamonds
2023. július 3–án a klub hivatalos honlapján jelentették be Abe leigazolását.

### A válogatottban
2019. május 24-én Morijaszu Hadzsime szövetségi kapitány meghívta a brazíliai Copa Américára készülő válogatott keretébe. A nemzeti csapatban 2019. június 17-én, Chile ellen mutatkozott be, a 66. percben Nakadzsima Sója helyére csereként beállva.

## Statisztika
2020. december 13-i állapot szerint.
| Klub               | Szezon           | Bajnokság          | Bajnokság | Bajnokság | Kupa  | Kupa  | Nemzetközi | Nemzetközi | Egyéb | Egyéb | Összes | Összes |
| Klub               | Szezon           | Liga               | Mérk.     | Gólok     | Mérk. | Gólok | Mérk       | Gólok      | Mérk. | Gólok | Mérk.  | Gólok  |
| ------------------ | ---------------- | ------------------ | --------- | --------- | ----- | ----- | ---------- | ---------- | ----- | ----- | ------ | ------ |
| Kasima Antlers     | 2017             | J1 League          | 13        | 1         | 2     | 2     | 1          | 0          | 1     | 1     | 17     | 4      |
| Kasima Antlers     | 2018             | J1 League          | 22        | 2         | 5     | 1     | 8          | 1          | 5     | 1     | 40     | 5      |
| Kasima Antlers     | 2019             | J1 League          | 14        | 1         | 1     | 0     | 7          | 0          | 0     | 0     | 22     | 1      |
| Kasima Antlers     | Összesen         | Összesen           | 49        | 4         | 8     | 3     | 16         | 1          | 6     | 2     | 79     | 10     |
| Barcelona B        | 2019–20          | Segunda División B | 20        | 4         | —     | —     | —          | —          | —     | —     | 20     | 4      |
| Barcelona B        | 2020–21          | Segunda División B | 3         | 0         | —     | —     | —          | —          | —     | —     | 3      | 0      |
| Barcelona B        | Összesen         | Összesen           | 23        | 4         | —     | —     | —          | —          | —     | —     | 23     | 4      |
| Urava Red Diamonds | 2023/24          | J1 League          | 0         | 0         | 0     | 0     | 0          | 0          | 0     | 0     | 0      | 0      |
| Urava Red Diamonds | Összesen         | Összesen           | 0         | 0         | 0     | 0     | 0          | 0          | 0     | 0     | 0      | 0      |
| Karrier összesen   | Karrier összesen | Karrier összesen   | 72        | 8         | 8     | 3     | 16         | 1          | 6     | 2     | 102    | 14     |